# Lotte Lie
Pour les articles homonymes, voir Lie.
Lotte Lie, née le 6 septembre 1995 à Levanger, est une biathlète norvégienne puis belge. Elle a changé de nationalité sportive en 2019.

## Biographie
Excellente tireuse (90 % de réussite en 2022-2023), elle présente le club Skatval Skilag. Elle reçoit sa première sélection en équipe nationale à l'âge de 17 ans pour participer aux Championnats du monde jeunes en 2013, à Obertilliach. Elle s'y classe notamment quatrième de l'individuel (10 km). En 2014, elle passe dans la catégorie junior et réussit de bonnes courses aux Championnats du monde de la catégorie à Presque Isle, arrivant notamment cinquième de l'individuel ou encore quatrième avec le relais.
Lotte Lie fait ses débuts dans l'IBU Cup lors de l'hiver 2017-2018, commençant par une 17e place à Lenzerheide, puis gagne plus tard son premier titre de championne de Norvège en relais et participe aux Championnats d'Europe.
En 2019, n'ayant pas encore pris part à de course en Coupe du monde et en manque de résultat significatif en IBU Cup, elle demande à changer d'équipe pour représenter la Belgique, pays dont sa mère est originaire et dont elle possède déjà un passeport. À ce point son entraîneur est Emil Hegle Svendsen.
Lie, vivant à Lillehammer, fait ses débuts en Coupe du monde sous les couleurs belges en janvier 2020 à Pokljuka (53e), puis honore sa première sélection pour des championnats du monde à Antholz-Anterselva, où elle prend notamment la 45e place sur l'individuel.
En 2020-2021, elle inscrit ses premiers points pour le classement général de Coupe du monde, grâce au 36e rang sur l'individuel des Championnats du monde à Pokljuka.
Au début de la saison 2021-2022, elle se classe directement quinzième de l'individuel à Östersund. Quelques semaines plus tard, elle améliore ce résultat par deux treizièmes places au Grand-Bornand sur la poursuite et la mass-start, format dont elle se qualifie pour la première fois en Coupe du monde (une première aussi pour une biathlète belge). Grâce au deuxième meilleur taux de réussite au tir du circuit mondial, elle fait son entrée dans le top vingt du classement général.

## Palmarès

### Jeux olympiques
| Édition / Épreuve | Individuel | Sprint | Poursuite | Mass start | Relais | Relais mixte |
| ----------------- | ---------- | ------ | --------- | ---------- | ------ | ------------ |
| Pékin 2022        | 45e        | 64e    | —         | —          | —      | —            |

Légende :
- — : non disputée par Lie

### Championnats du monde
| Édition / Épreuve | Individuel | Sprint | Poursuite | Mass start | Relais | Relais mixte | Relais mixte simple |
| ----------------- | ---------- | ------ | --------- | ---------- | ------ | ------------ | ------------------- |
| Antholz 2020      | 45e        | 60e    | —         | —          | —      | 25e          | 20e                 |
| Pokljuka 2021     | 36e        | 47e    | 43e       | —          | —      | 21e          | 15e                 |
| Oberhof 2023      | 70e        | 21e    | 35e       | —          | —      | 14e          | 17e                 |
| Nové Město 2024   | 18e        | 27e    | 20e       | —          | —      | 8e           | 16e                 |
| Lenzerheide 2025  | 14e        | 29e    | 14e       | 18e        | 13e    | 10e          | 13e                 |

Légende :
- — : non disputée par Lie

### Coupe du monde
- Meilleur classement général : 28e en 2022.
- Meilleur résultat individuel : 13e.

#### Classements par saison
| Saison    | Individuel | Individuel | Sprint | Sprint   | Poursuite | Poursuite | Mass start | Mass start | Général | Général  |
| Saison    | Points     | Position   | Points | Position | Points    | Position  | Points     | Position   | Points  | Position |
| --------- | ---------- | ---------- | ------ | -------- | --------- | --------- | ---------- | ---------- | ------- | -------- |
| 2019-2020 | -          | nc         | -      | nc       | -         | nc        |            |            | -       | nc       |
| 2020-2021 | 5          | 62e        | 5      | 86e      | 4         | 70e       |            |            | 14      | 83e      |
| 2021-2022 | 32         | 20e        | 64     | 38e      | 87        | 27e       | 75         | 20e        | 258     | 28e      |
| 2022-2023 | 31         | 26e        | 46     | 46e      | 39        | 42e       |            | nc         | 116     | 41e      |
| 2023-2024 | 43         | 24e        | 113    | 20e      | 54        | 37e       | 34         | 30e        | 244     | 28e      |